# Mae Kham
Mae Kham (Thai: แม่คำ) is een tambon in amphoe (district) Mae Chan in Thailand. De tambon had in 2005 11.569 inwoners en bestaat uit 13 mubans.